# إفراز مستقيمي
تعني إفرازات المستقيم خروجًا متقطعًا أو مستمرًا لسائل من فتحة الشرج (للمستقيم). المخاط الطبيعي في المستقيم ضروري للتخلص من البراز على نحو صحيح. فيما عدا ذلك، ترتبط الإفرازات ارتباطًا وثيقًا بوجود أنواع من سلس البراز (تسرب البراز) ولكن مصطلح إفرازات المستقيم لا يعني بالضرورة وجود درجة من سلس البراز. يمكن اعتبار أنواع سلس البراز التي تؤدي إلى خروج براز سائل نوعًا من إفرازات المستقيم.

## الأنواع
تُوصف أنواع مختلفة من الإفرازات. بشكل عام، يشير مصطلح «إفرازات المستقيم» إلى إفرازات مخاطية أو قيحية، ولكن اعتمادًا على تعريف الإفرازات الشرجية المستخدم، يمكن أن تشمل الإفرازات ما يلي:
- إفرازات المستقيم القيحية
- إفرازات المستقيم المخاطية
- إفرازات المستقيم المائية
- الإسهال الدهني (الناجم عن الدهون الزائدة في البراز، أو تسرب زيتي من الشرج)[1]
- كيوريا (تسرب لسائل زيتي برتقالي من الشرج ناجم عن استهلاك الإسكولار والأسماك الزيتية في النظام الغذائي بمستويات مرتفعة)[2][3][4]
- نزف المستقيم والتغوط الزفتي والتغوط الدموي[5][6][7]
- إفرازات المستقيم البرازية، مثل تسرب البراز والتبرز اللاإرادي وسلس عناصر البراز السائلة
- الإسهال[8][9]

## الأعراض
توجد أنواع مختلفة من إفرازات المستقيم، والعَرَض الأكثر شيوعًا للإفرازات مرور المخاط أو القيح ملتفًا حول البراز مع بقاء عادات التغوط طبيعية.
إفرازات المستقيم لها الكثير من الأسباب، ويمكن أن تترافق بأعراض أخرى مثل:
- تلطيخ الملابس الداخلية
- شعور مستمر بالرطوبة حول فتحة الشرج
- الرغبة المتكررة في التغوط، مع مرور كميات صغيرة فقط من مخاط أو سائل شبيه بالقيح عوضًا عن البراز الطبيعي.
- ألم المستقيم
- رائحة كريهة للمستقيم، عندما تكون الإفرازات كريهة الرائحة، يمكن أن يرتبط ذلك بوجود العدوى.
- الحكة الشرجية
- نزف المستقيم
- حُمامى حول الشرج وتورم ومضض

## الإفرازات القيحية في المستقيم
يشير القيح عادةً إلى وجود العدوى. وفي كثير من الأحيان، لا تفرق المصادر الطبية بين نوعين من الإفرازات المخاطية القيحية والقيحية المخاطية، بدلًا من ذلك، يستخدم مصطلح «إفرازات مخاطية قيحية» للحالتين، بينما بالمعنى الدقيق للكلمة، ينبغي استخدامه للإشارة فقط إلى الإفرازات التي تحتوي على المخاط والقيح معًا. يمكن أن تكون الإفرازات القيحية مترافقة بخيوط دموية.

## إفرازات المستقيم المخاطية (إفرازات المستقيم المخاطانية وإفرازات المستقيم المخاطينية)
يغطي المخاط جدران القولون لدى الأصحاء، ويعمل بصفته حاجزًا وقائيًا وأيضًا للمساعدة في التمعج عن طريق تزييت البراز. يمكن تصنيف الإفرازات المخاطية في ثلاث فئات عريضة:
- المخاط الطبيعي المنتَج فيزيولوجيًا
- المخاط المنتَج بشكل غير مناسب من الناحية الفيزيولوجية (في حال وجود عيوب في العضلة العاصرة، أو آفات تمنع إغلاق العضلة العاصرة الطبيعي، ما يسمح بالتسرب أو التلوث).
- المخاط الناتج بكميات مرضيّة (من آفة، أو التهاب القولون المعمم أو بسبب فرط نمو الجراثيم).

قد يكون إفراز المستقيم المخاطي ممزوجًا بالدم. وفي بعض الحالات، يكون الدم مخلوطًا بشكل متجانس مع المخاط، ما يشكل قيحًا ورديًا. مثال ذلك ما يسمى براز «هلام الكرز» في انغلاف الأمعاء. يشير هذا المظهر إلى خليط من الغشاء المخاطي المتساقط والمخاط والدم.
ملاحظة: «المخاط» اسم، يستخدم لتسمية المادة نفسها، و«المخاطي» صفة، تستخدم لوصف الإفرازات. «المخاطاني» أيضًا صفة وتعني ما يشبه المخاط. تشير «مخاطيني» بالمعنى الدقيق إلى شيء له سمة تشبه المخاط، ولكن غالبًا ما تُستخدم هذه الكلمة بالتبادل مع كلمة «مخاطي» (إذ يحتوي المخاط عادة على نسبة عالية من المخاطين).

## التشخيص التفريقي
التشخيص التفريقي لإفرازات المستقيم واسع النطاق، ولكن المسببات العامة هي العدوى والالتهاب. يمكن أن تسبب بعض الآفات إفرازات عن طريق الاندخال ميكانيكيًا في القناة الشرجية أو منع الإغلاق الكامل لها. قد لا يسبب هذا النوع من الآفات إفرازات بذاته، ولكنه يسمح بمرور مكونات البراز السائلة والمخاط.
- تشمل الأسباب الشائعة: البواسير، التهاب المستقيم، الشق الشرجي،[13] هبوط المستقيم، الثآليل حول الشرج (الورم اللقمي المؤنف).[14][15]
- تشمل الأسباب الأقل شيوعًا: سرطان القولون والمستقيم، متلازمة القولون العصبي، قرحة المستقيم الوحيدة، الناسور الشرجي، الورم الغدي الزغابي، سوء النظافة الشرجية.
- تشمل الأسباب النادرة: الأمراض المنقولة جنسيًا (مثل الزهري، السيلان المستقيمي، المتدثرة)،[16] سرطان الشرج، الإيدز، وجود جسم غريب في المستقيم، انسداد الأمعاء، القيلة المستقيمية، القيلة المعوية، التهاب القولون التقرحي، التهاب القولون الجرثومي (مثل التهاب القولون الزهري)، السل الشرجي/حول الشرج، الخراج حول الشرج (عند تمزقه).[17]

تسبب الإصابة حول الشرجية بداء كرون النواسير والشقوق والخراجات حول الشرج.
بعد فغر القولون، يستمر القسم البعيد من الأمعاء في إنتاج المخاط على الرغم من تحويل مسار البراز، ما يؤدي إلى ظهور إفرازات مخاطية في كثير من الأحيان.
أحيانًا، يمكن أن تتظاهر العدوى الطفيلية المعوية بظهور الإفرازات، مثل الدودة المسلكة شعرية الذيل.

## الإفرازات حول الشرج
يمكن أن يتظاهر عدد من الأمراض بإفرازات حول الشرج. تختلف الإفرازات الشرجية عن إفرازات المستقيم ولكن كثيرًا ما يُخلط بينهما بسبب قربهما تشريحيًا.
الناسور الذي ينزح سائًلا في المنطقة حول الشرج والنواسير الشعرية، هما الكيانان الرئيسيان في هذه الفئة. يمكن للأورام حول الشرج أيضًا أن تسبب إفرازات عندما تُصاب بعدوى فطرية أو تصبح كيسية أو متنخرة.

## الأسباب

### التهاب المستقيم
التهاب المستقيم هو التهاب بطانة المستقيم متضمنةً طول 15 سم (6 إنش) من الجزء القاصي (البعيد) من المستقيم.
لالتهاب المستقيم الكثير من الأسباب. تشمل أسباب العدوى الشائعة: الجماع الجنسي مع شخص مصاب بمرض ينتقل عن طريق الاتصال الجنسي (مرض منتقل بالجنس). والعدوى بمرض منقول بالغذاء، والتهاب الحلق بالعقديات (عند الأطفال). يمكن أن يحدث التهاب المستقيم أيضًا بسبب بعض أمراض الأمعاء الالتهابية أو العلاج الإشعاعي أو إصابة المستقيم أو فتحة الشرج أو بعض أنواع المضادات الحيوية.
يمكن أن يؤدي التهاب المستقيم السلي إلى إفرازات مخاطية.

### العدوى

#### الثآليل الشرجية (الورم اللقمي المؤنف، الثآليل الشرجية التناسلية)
الثآليل الشرجية آفات غير منتظمة ثؤلولية يسببها فيروس الورم الحليمي البشري. تنتقل الثآليل الشرجية عادة من خلال الجماع الشرجي غير المحمي. يمكن أن تكون الثآليل الشرجية لاأعراضية، أو تسبب إفرازات المستقيم أو البلل الشرجي أو نزف المستقيم أو الحكة الشرجية. يمكن أن تحدث الآفات أيضًا داخل القناة الشرجية، وفي هذه الحالة يرجح أن تظهر أعراض.

#### المتدثرة التراخومية
يمكن أن تسبب جراثيم المتدثرة التراخومية حالتين لدى البشر هما التراخوما والورم الحبيبي اللمفي المنقول جنسيًا. يمكن أن تسبب الإصابة بالتراخوما التهاب المستقيم دون ظهور أعراض، ولكن أعراض الورم الحبيبي اللمفي المنقول جنسيًا تكون أكثر شدة عادةً، كالحكة الشرجية، وإفرازات المستقيم القيحية والتغوط الدموي والألم المستقيمي والإسهال أو الإمساك. يمكن أن يسبب الورم الحبيبي اللمفي المنقول جنسيًا نواسير وتضيقات وخراجات شرجية إذا ترك دون علاج. وهو ما يؤدي إلى الخلط بينه وبين داء كرون.

#### السيلان المستقيمي
يحدث السيلان المستقيمي بسبب النيسرية السيلانية (النيسرية البنية). تكون الحالة لاأعراضية، ولكن يمكن أن تشمل الأعراض إفرازات المستقيم (دهنية أو قيحية أو دموية)، وحكة شرجية، وزحير مستقيمي، وإمساك. تظهر الأعراض في حال وجودها بعد 5-7 أيام من التعرض. وتكون الإفرازات العرض الأشيع، وتظهر بشكل قيح مخاطي مائل للبني.

#### الزهري
تسبب اللولبية الشاحبة مرض الزهري الشرجي وتنتقل العدوى من خلال تلقي الجنس الشرجي. عادة ما تكون الأعراض بسيطة، ولكن قد تظهر إفرازات مخاطية ونزيف وزحير مستقيمي.